# Earby
Earby è un paese di 5.260 abitanti del Lancashire, in Inghilterra.